# Puertollano
Puertollano ist eine Stadt in der Provinz Ciudad Real in der Autonomen Region Kastilien-La Mancha in Spanien. Sie hat 45.195 Einwohner (Stand: 2024) (genannt puertollanenses oder puertollaneros).

## Wirtschaft
In der Vergangenheit basierte die Wirtschaft auf der Landwirtschaft, der Viehzucht, der Textilindustrie und dem Steinkohlenbergbau. Heute ist Puertollano die Stadt mit höchsten Industriedichte in Kastilien-La Mancha. Sie ist Standort mehrerer Werke der chemischen Industrie (Repsol, Fertiberia) und verwandter Industriezweige. Darüber hinaus befinden sich in Puertollano zwei große Kraftwerke, ein herkömmliches Kohlekraftwerk der E.ON-Tochter VIESGO und ein ebenfalls kohlebasiertes Kombikraftwerk mit integrierter Feststoffvergasung (IGCC) des Betreibers ELCOGAS (Beteiligungsunternehmen des spanischen Energiekonzerns Endesa), die größte Anlage dieser Art weltweit. Was den Bergbau angeht, ist nur noch eine Grube in Betrieb, in der das Unternehmen ENCASUR Steinkohle im Tagebau abbaut. In einem neu angelegten Industriegebiet an der Peripherie, dessen Bau durch die Stadt und die Autonome Gemeinschaft gefördert wurde, haben sich eine Vielzahl von produzierenden Unternehmen angesiedelt, die insbesondere technischen Anlagen für die Nutzung von Solarenergie herstellen. Iberdrola realisiert hier ein Projekt zur Herstellung von „grünem“ Wasserstoff.

## Geschichte

### Vorgeschichte
In Puertollano befinden sich vorgeschichtliche archäologische Überreste, die die Anwesenheit von Vertretern der Gattung Homo bereits in der Zeit von Homo heidelbergensis / Homo antecessor belegen. Es handelt sich um eine durchgehende Siedlungsaktivität während der mittleren Steinzeit sowie um Reste von Höhlenmalerei des Homo sapiens. Diese Siedlungsaktivität war konzentriert in der Flussebene des Ojailén, ihre künstlerischen Zeugnisse legen sich in den schematischen Malereien dar, die über das Gebiet verteilt sind. Ebenso in Kalksteinresten im Hügelchen von Azucena. Vor kurzem wurde eine Ansammlung von Waffen aus der Bronzezeit und jungsteinzeitliche Bauten (Die Festung von El Villar) und Siedlungen aus der Bronzezeit wie der berühmte Hügel von San Sebastián entdeckt.

### Antike
Aus der Antike finden sich Reste der keltischen Oretani und der Römer am Ufer des Ojailén.

### Mittelalter

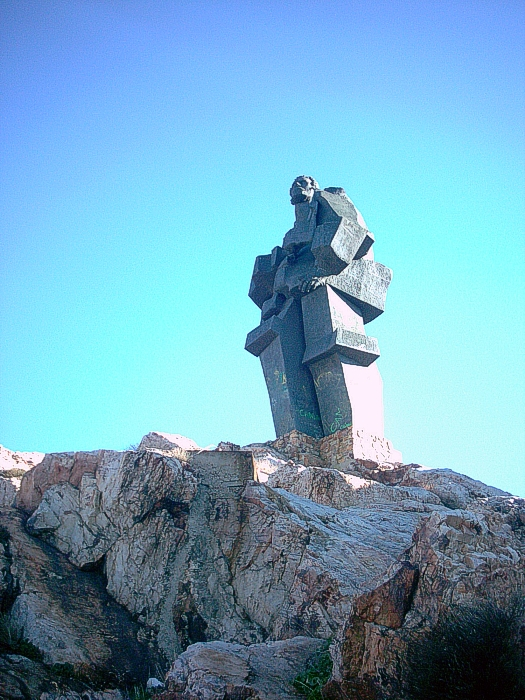
Denkmal für den Bergmann, Werk von José Noja.

Aus dem Mittelalter gibt es noch die westgotischen Nekropolen von Loma de las Sepulturas (Begräbnishügel). Dies gilt auch für die wichtigen andalusischen Landburgen auf den Hügeln, die das Flusstal umgeben. Während dieser Epoche war dort das Grenzgebiet zwischen den muslimischen und christlichen Königreichen. Es fanden viele Kämpfe statt und das Gebiet war sehr entvölkert. Diese relative Entvölkerung änderte sich mit dem Sieg der christlichen Truppen über die Moslems in der Schlacht bei Las Navas de Tolosa 1212. Seit damals weist alles darauf hin, dass das Gebiet ruhig war und sich zu besiedeln begann. In dieser Zeit wurde auch Puertollano gegründet.
Die Geburt Puertollanos ist eng verknüpft mit dem Prozess der Wiederbesiedelung Kastiliens im 13. Jahrhundert und wird erstmals in der Concordia von 1245 unter der Bezeichnung „Puertoplano“ genannt. Seit der Etablierung der Militärorden gibt es eine Schriftkonstanz der Existenz der Stadt, die damals den Rang eines Dorfes (aldea) hatte.
Im 14. Jahrhundert widmete sich die Bevölkerung von Puertollano der Landwirtschaft und der Viehzucht. Diese Blütezeit wurde 1348 durch das Auftreten des Schwarzen Todes, der ganz Europa heimsuchte, für Puertollano aber besonders fatal war.
Die Krankheit dezimierte die Bevölkerung extrem: es überlebten nur 13 Anwohner. Diese baten um den Schutz der Jungfrau Maria und opferten drei Kühe. Dies ist der Ursprung des Festes des Heiligen Gelübdes, das seit damals in Puertollano gefeiert wird.

### Neuzeit
Puertollano erringt in der Neuzeit den Rang einer Stadt (villa) (Privileg verliehen von Philipp II.). Im 16. Jahrhundert beginnt die Tuchherstellung, die über das 17. und 18. Jahrhundert eine gute Entwicklung erfährt. Diese blühende Industrie der Stofffabrikation arbeitet mit einer Wirtschaft zusammen, die vor allem auf die Landwirtschaft und die Viehzucht ausgerichtet ist.
Ende des 19. Jahrhunderts verfügt Puertollano über mehrere Töpfer, die ganze Gegend mit Keramik versorgten: kleine Krüge für das Wasser des Sauerbrunnens, Gelübdetöpfe, um nur die Typischsten zu nennen. Die Töpfer verschwanden Anfang des 20. Jahrhunderts.

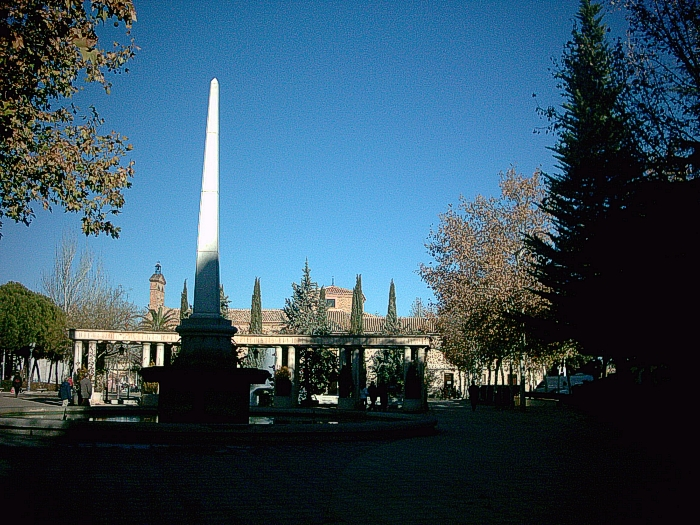
Die Promenade von Puertollano, im Hintergrund die Kirche der Jungfrau der Gnade, der Schutzpatronin der Stadt

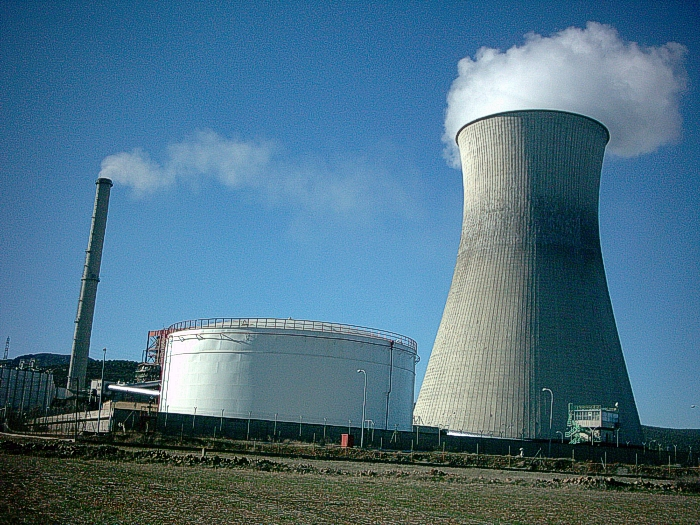
Das Kombikraftwerk von ELCOGAS

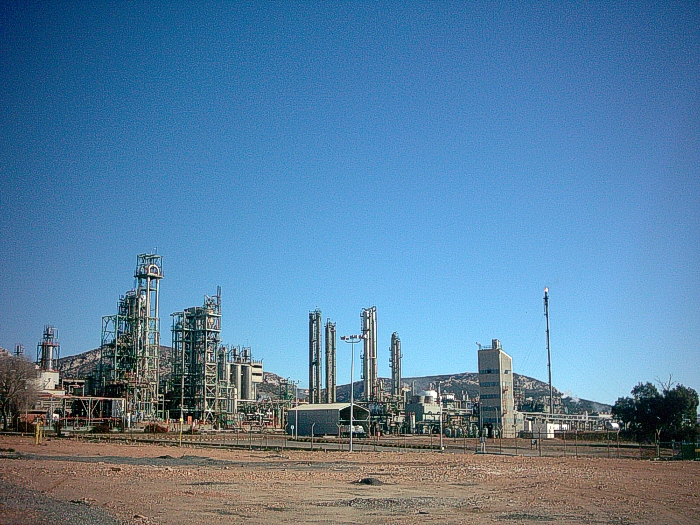
Teilansicht des Petrochemie-Komplexes

Die wahre wirtschaftliche Geburt von Puertollano begann im letzten Viertel des 19. Jahrhunderts. 1873 begann der Kohleabbau, der eine große Zuwandererwelle und einen spektakulären Bevölkerungszuwachs mit sich brachte.

### 20. Jahrhundert
Zwischen 1900 und 1960 wurde das wahre Wachstum Puertollanos verzeichnet, was an der wirtschaftlichen Entwicklung und der anhaltenden Zuwanderung lag: zuerst die Bergmänner, später die Arbeiter für den Petrochemie-Komplex. 1920 wurden bereits 20.083 Einwohner gezählt.
1925 verlieh Alfons XIII. Puertollano den Titel einer Großstadt (ciudad).
In diesen sechzig Jahren des schnellen industriellen Wachstums sind zwei Begebenheiten wichtig: 1912 wurde die Minen- und Metallurgiegesellschaft Peñarroya für die Destillation von Ölschiefer gegründet. Und 1942 wird das Volksunternehmen Calvo Sotelo für den INI mit dem Ziel, Petroleum aus dem erwähnten Schiefer zu gewinnen, gegründet, deren Abkömmlinge den heutigen Petrochemie-Industriekomplex Repsol YPF bilden. Anfang der 1970er Jahre wurde die Kohlezeche geschlossen.
Mit der Eröffnung der Hochgeschwindigkeitsstrecke AVE, Madrid – Sevilla im Jahre 1992 ergaben sich neue Perspektiven für die Wirtschaft der Stadt.
In Puertollano ist 2022 die bis dahin größte Industrieanlage zur Produktion von Wasserstoff durch das Unternehmen Iberdrola errichtet worden. Hier sollen zukünftig 3000 Tonnen Wasserstoff erzeugt werden. Dafür wurden 150 Millionen Euro investiert.

## Interessante Örtlichkeiten
- Sauerbrunnen
- Badehaus (altes Badehaus, in dem das Bürgerbüro untergebracht ist).
- Auferstehungskirche (16. Jahrhundert).
- Kirche der Jungfrau der Gnade (15. Jahrhundert).
- Eremitage der Einsamkeit (14. Jahrhundert).
- Bergbaumuseum.
- Stadtmuseum Der Sauerbrunnen, Januar 2006
- Stadthalle.
- Park Pozo Norte

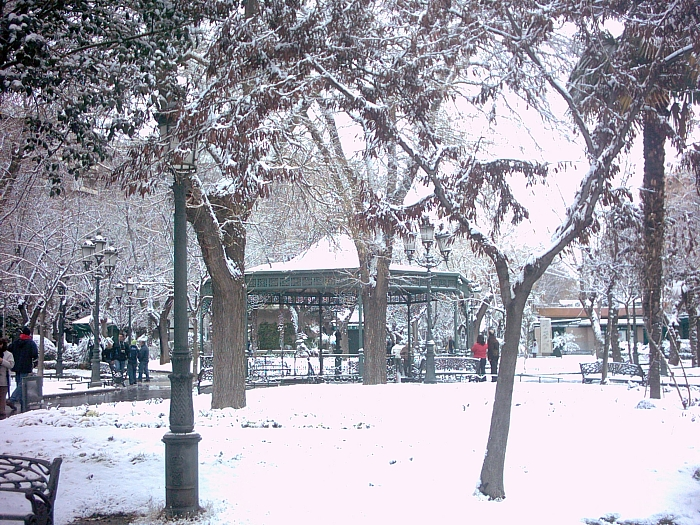
Der Sauerbrunnen, Januar 2006

- Denkmal für den Bergmann, Werk von José Noja.
- Alte Schieferdestille Calatrava und Schutthalde El Terry.
- Naturlehrzentrum Dehesa Boyal de Puertollano.
- Natur- und Wanderpfade.
- Alcudia-Tal

## Feste
- Maijahrmarkt. In der ersten Maiwoche auf dem Jahrmarktgelände mit den Ständen als Attraktion. 1995 war das 100-jährige Jubiläum.
- Septemberfest zu Ehren der Schutzpatronin Jungfrau der Gnade, deren Fest man am 8. September feiert. Mit einer Prozession der Gläubigen, die die Jungfrau während ihres Gangs durch die Straßen begleitet.
- Das Heilige Gelübde, Puertollano feiert auch eines der ältesten gastronomischen Feste Europas mit einer Tradition von mehr als 650 Jahren. Beliebtes Essen Kalbfleisch mit Kartoffeln, mit dem die Bevölkerung an die Rettung vor der Pest 1348 erinnert. Jedes Jahr wird dieses Gelübde erneuert am achten Tag nach Mariä Himmelfahrt, den Donnerstag darauf, indem ein Rinderbraten an den Gelobenden serviert wird.
- Wettbewerb nach Aussehen und Können von Andalusischen Pferden in der letzten Septemberwoche. Dabei kommen mehr als 150 Rassepferde zusammen. Man kann auch erstklassigen Reitvorführungen beiwohnen.
- Tag des Chorizo. Am 23. Januar ist es Tradition, Chorizo auf dem Land zu essen. Dieses Ritual ist Teil der Schweineschlachtung.
- Tag des Hornazo. Am Sonntag nach der Auferstehung ziehen fast alle Bewohner aufs Land zum Hornazo-Essen (die Mehrheit in den Kiefernwald nahe dem Kraftwerk ENEL-VIESGO). Der Hornazo ist eine leckere süße Feingebäck-Torte mit gekochten Eiern, die sie alle verehren.
- Karneval. Sehr verwurzelt in Puertollano. Der Karneval mobilisiert eine große Anzahl Bewohner zu Kostümwettbewerben, Wagenprozessionen, Karnevalsvereinen und Radau.

## Städtepartnerschaft
- Pouzauges, Département Vendée, Frankreich

## Söhne und Töchter
- Antonio Hurtado (* 1959), Energietechniker
- María Dueñas (* 1964), Schriftstellerin
- Teodoro León Muñoz (* 1964), römisch-katholischer Geistlicher, Weihbischof in Sevilla
- Alberto Rivera Pizarro (* 1978), Fußballspieler
- Carlos Zárate (* 1980), Radrennfahrer